# Cuma Bezgin
Cuma Bezgin (* 27. Januar 1990 in Gaziantep) ist ein türkischer Fußballspieler.

## Karriere
Bezgin agierte ab 2008 in Diensten von Gaziantepspor und wechselte im November 2012 ablösefrei zu Iskenderunspor 1967.